# Xiaogan
Xiaogan (en xinès: 孝感, pinyin: Xiàogǎn) és una ciutat-prefectura del centre-est de la província de Hubei, a la Xina, situada uns 60 quilòmetres al nord-oest de la capital provincial Wuhan. Segons el cens de 2010 té una població de 4.814.542 habitants, dels quals 908.266 viuen a la zona urbana del districte de Xiaonan.
El riu Sheshui neix a la prefectura de Xiaogan, al xian de Dawu.

## Subdivisió
Des del 2000, Xiaogan es divideix en 1 districtes, 3 xians i 3 ciutats-xian:
- Districte de Xiaonan (孝南区)
- Ciutat de Yingcheng (应城市)
- Ciutat d'Anlu (安陆市)
- Ciutat de Hanchuan (汉川市)
- Xian de Xiaochang (孝昌县)
- Xian de Dawu (大悟县)
- Xian de Yunmeng (云梦县)

| Mapa                                                   |
| ------------------------------------------------------ |
| Xiaonan Xiaochang Dawu Yunmeng Yingcheng Anlu Hanchuan |